# 高橋昭一
高橋 昭一（たかはし しょういち、1964年6月24日 - ）は、日本の元政治家、メディアプランナー、アニメーション制作者。衆議院議員を1期務めた。

## 来歴
兵庫県小野市でそろばん製造会社・昭和産業社長の長男として生まれる。兵庫県立小野高等学校を経て神戸大学教育学部（養護）へ入学、在学中に友人らと企画集団を立ち上げ、テレビ番組制作やイベントの企画制作を手がける傍ら、神戸市青少年連絡協議会に参加。
1989年（平成2年）に神戸大学を中退した後、経営コンサルタント会社に入社しマーケティングコンサルタントの業務に従事。1990年（平成3年）、業務の必要上、近畿大学短期大学部商経科通信教育部を受講するが、1992年（平成5年）ジェイティービーグループの企画制作会社・株式会社グローバルトゥエンティワンに転職後、休日業務増加のためスクーリング等の受講を継続できず中退。同社ではイベントプランナーやKiss-FM KOBEの番組ディレクターとして活動。取締役企画部長となる。

### 経歴
1994年（平成6年）に新党さきがけへ入党、衆議院議員高見裕一事務所のスタッフになり、翌1995年（平成7年）の阪神・淡路大震災を受けて発足した党復興対策本部、フランスがムルロア環礁で行った核実験に抗議する議員派遣団先遣隊などの活動に参加する。同年神戸市議会議員選挙に灘区より出馬し、落選。その後はプランナーや会社員として企画制作等の業務に従事する。
2001年（平成13年）、民主党の労働組合とのしがらみを批判して民主党を離党し政党・尊命を結党した衆議院議員・田中甲事務所の私設秘書に就任し、後に公設秘書となる。
2002年（平成14年）5月、民主党衆議院候補者公募に合格、2003年（平成15年）9月に兵庫県第4区総支部長に就任するが同年11月の第43回衆議院議員総選挙、2005年（平成17年）9月の第44回衆議院議員総選挙ではいずれも落選。しかし、2回の選挙を通じて得票を1万5000票余り上積みしたことなどが評価され支部長職を続投、2009年（平成21年）8月の第45回衆議院議員総選挙では井上喜一を破って初当選を果たした。
国会では、衆議院災害対策特別委員長代理、衆議院安全保障委員会次席理事、民主党広報委員会総括副委員長などを歴任。
2011年（平成23年） 3月11日の東日本大震災の発生に際しては、党内に震災ボランティア室を立ち上げて救援活動を展開。岩手、宮城、福島、茨城等被災地にボランティア活動に入り、その経験を災害対策特別委員会の活動に生かして政策立案を実施。
2012年（平成24年） 2月、民主党の現職国会議員のまま、政策議論を挑むため橋下徹大阪市長率いる地域政党「大阪維新の会」の政治塾生公募に応募したが、それを察知され門前払いとなる。その後、民主党から日本維新の会への入党者が続出する中、民主党で活動を続ける。
2012年（平成24年）12月の第46回衆議院議員総選挙では自民党の藤井比早之に敗れ、落選。
2013年（平成25年） 3月　妻の病気のため次期衆議院選挙不出馬を表明、民主党兵庫県第4区総支部長を辞任し、政界を引退。
2013年（平成25年） 5月　インターネット選挙の専門家として民主党選対企画アドバイザーとしてインターネット選挙に従事。

### コンテンツファンとして
2007年（平成20年）4月より政治活動を開始する前に培った映像制作の技能を活かす形で、Adobe Flashを使用して原画・編集・声優まで全てを1人で作成した自作アニメーションを公開する『民主党「Taka-sho」チャンネル』をYouTubeに開設し、広報活動に使用している。なお、党の公式チャンネルである『民主党「生活が第一チャンネル」』の開設は「Taka-sho」チャンネルよりも1年以上も後の2008年（平成21年）5月で、国会に議席を有する政党の中では最後発であった。
初当選に際し、自作アニメ「民主くん」シリーズを公開しているサイト【民主くんドットネット】
2009年（平成22年）12月、ニコニコ生放送にて社会派の美少女ゲーム「マブラヴ」の大ファンであることをカミングアウトした。
2010年（平成23年) 12月29日、に秋葉原UDXにて開催されたアージュ主催イベント『第2回国際オルタバカ会議』にパネリストとして吉宗鋼紀、東浩紀らとともに出演。コンテンツが社会に果たす役割について説明。

## 主な所属議員連盟
- 国家主権と国益を守るために行動する議員連盟
- ボーイスカウト振興国会議員連盟
- 日本・宇宙議員連盟